# Lucila Mataix
Lucila Mataix   (Alcoi, 22 de maig de 1932 - València, 9 d'octubre de 2001), de nom real Amalia Lucila Mataix Olcina, coneguda també pel pseudònim de Celia Bravo, va ser una escriptora valenciana que va publicar 250 novel·les rosa entre 1955 i 2001, la majoria amb el segell Bruguera. També fou col·laboradora de Las Provincias i va formar part de l'equip del programa Charlas de medianoche de RNE.
Va guanyar el premi Hucha de Plata amb el seu conte Un lugar para Dioni (1980), el seu llibre El rincón oscuro fou recomanat per la UNICEF i el seu llibre El Calcetín del Revés (Bruño, 1991) va obtindre una menció d'honor als premis CCEI. Algunes de les seves obres per a adults són: Crónica de un Desencanto (El Paisaje, 1985), El Muro (Víctor Orenga, 1988), La Casa de los Silencios (Libertarias, 1992), Las Herederas (Aguaclara, 1995) y Viento en los Puentes (Nadir, 2001). Entre els seus contes per a xiquets hi ha: Crepúsculo de Barcas (La Colmena, 1983), La Bufanda de Lunares (Altea, 1984), Un Gigante en el Bolsillo (Bruño, 1995) y Papá No Quiere Ser Pingüino (Bruño, 1997).
Des de 2001, l’Associació Cultural Samarita convoca el concurs de contes «Nadal Alcoià», amb el nom de Lucila Mataix.